# Kathleen Heddle
Kathleen Joan Heddle (Trail, Brit Columbia, 1965. november 27. – Vancouver, Brit Columbia, 2021. január 11.) olimpiai bajnok kanadai evezős.

## Pályafutása
Két olimpián vett részt. Az 1992-es barcelonai olimpián aranyérmet nyert a kormányos nélküli kettes és a nyolcas tagjaként. Négy év múlva az atlantai olimpián kétpárevezősben arany-, négypárevezősben bronzérmet szerzett.

## Sikerei, díjai
- Olimpiai játékok
  - aranyérmes (3): 1992, Barcelona (kormányos nélküli kettes, nyolcas), 1996, Atlanta (kétpárevezős)
  - bronzérmes: 1996, Atlanta (négypárevezős)